# Külpstraße 11 (Stralsund)

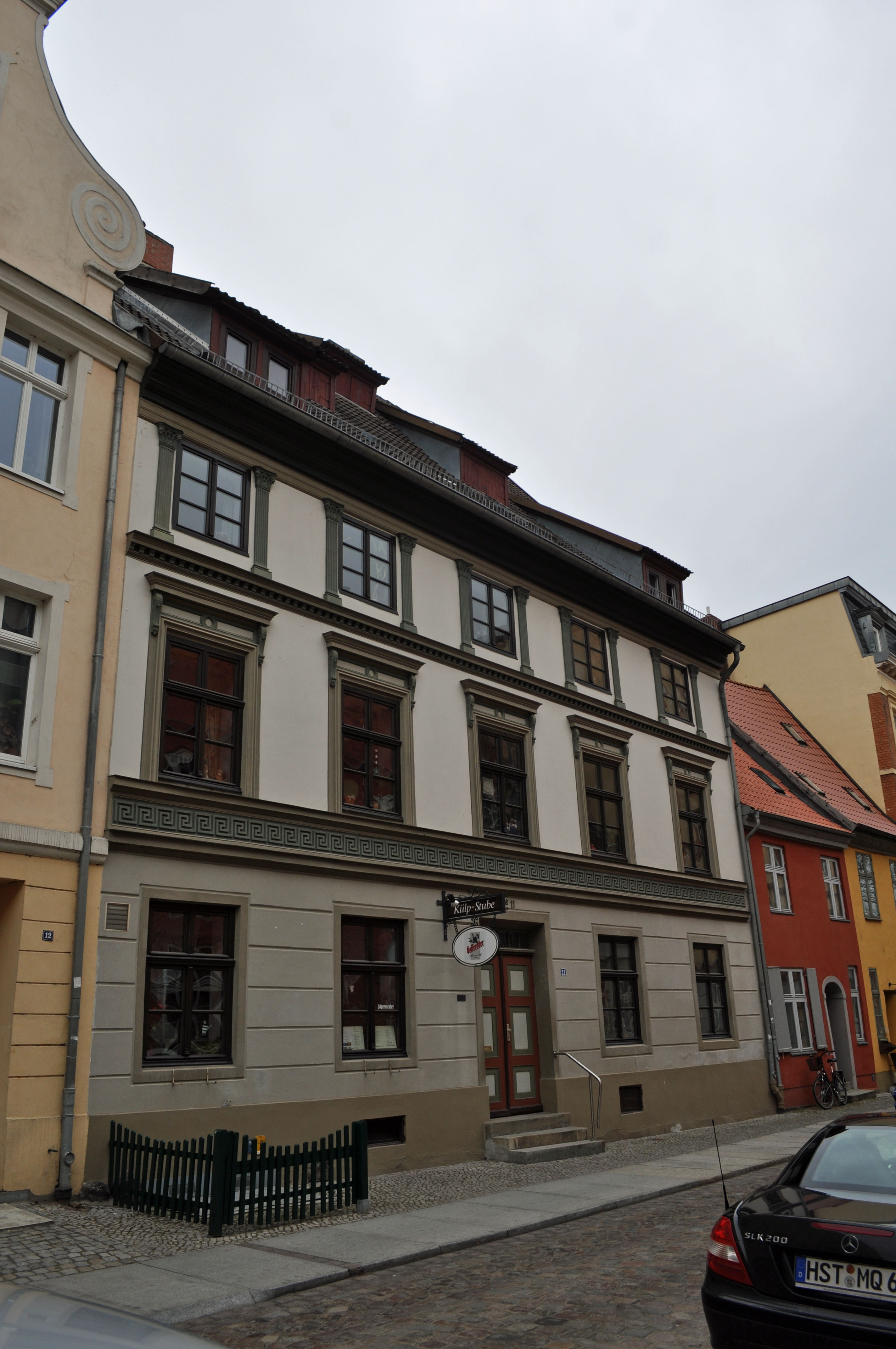
Das Haus Külpstraße 11 in Stralsund (2012)

Das Gebäude mit der postalischen Adresse Külpstraße 11 ist ein denkmalgeschütztes Bauwerk in der Külpstraße in Stralsund.
Das dreigeschossige und fünfachsige, traufständige Gebäude wurde in der Mitte des 18. Jahrhunderts errichtet, um 1850/1860 wurde es erneuert.
Bei der Erneuerung Mitte des 19. Jahrhunderts wurde die Putzfassade im Stil des Spätklassizismus gestaltet. Davon zeugen die geschosstrennenden Friese (Mäanderfriese und Konsolfriese) sowie die Fenstereinfassungen. Im ersten Obergeschoss tragen Konsolen die Fensterverdachungen, im zweiten Obergeschoss sind flankierende Pilaster ausgeführt.
Das Haus liegt im Kerngebiet des von der UNESCO als Weltkulturerbe anerkannten Stadtgebietes des Kulturgutes „Historische Altstädte Stralsund und Wismar“. In die Liste der Baudenkmale in Stralsund ist es mit der Nummer 450 eingetragen.